# ناو توياما
ناو توياما (東山奈央 توياما ناو) هي مؤدية أصوات يابانية ولدت في 11 مارس 1992 في طوكيو.

## أدوارها في الأنمي

### مسلسلات أنمي تلفزيونية
- كامينوميزو شيرو سيكاي - كانون ناكاغاوا
- كامينوميزو شيرو سيكاي: الحارسات - كانون ناكاغاوا، أبولو
- ستار درايفر - تايغر سوغاتامي
- كوميديا رومانسية شبابي خاطئة كما توقعت. - يوي يويغاهاما
- كوميديا رومانسية شبابي خاطئة كما توقعت. التتمة - يوي يويغاهاما
- كوميديا رومانسية شبابي خاطئة كما توقعت. الخاتمة - يوي يويغاهاما
- ملك الشياطين يعمل! - تشيهو ساساكي
- صاحب التعاويذ الأزرق - كاليبرن، ني
- لاست إكسايل: فام ذات الأجنحة الفضية - فيليسيتي كوليت
- جاليلي دونا - كارين
- حرب السحر - موي آيبا
- نيسيكوي - تشيتوغي كيريساكي
- غلاسليب - هينا فوكامي
- تشايكا أميرة التابوت AVENGING BATTLE - أورسولا
- ترينيتي سفن - ليزيلوت شرلوك
- آيدولماستر سندريلا جيرلز - ميزوكي كاواشيما
- إينوغامي-سان و نيكوياما-سان - سوزو نيكوياما
- كانكولي - كونغو، هيي، هارونا، كيريشيما، تاكاو، أتاغو
- نوبوناغا ذا فول - هيميكو
- خليلة (مؤقتة) - إمي ساغارا
- ميريتاري! - الملازم لوتغالنيكوف
- كروس آنج: رقصة الملاك والتنين - سيلفيا إيكاروغا ميسوروغي
- كينموزا - كارين كوجو
- هالو!! كينموزا - كارين كوجو
- معلم قتال السحر الجوي - ليكتي آيزيناخ
- بطولات فارس فاشل - شيزوكو كوروغاني
- مدينة مدارس القتال أستريسك - كلوديا إنفيلد
- لاف لايف! - يوكيهو كوساكا
- لاك آند لوجيك - فينوس
- بوروتو: ناروتو نكست جينيريشنز - هيبييتشيغو
- جوشينكي باندورا - كلوي راو
- بيتليس - لاسيا
- مخيم الإسترخاء - رين شيما
- نزل الآخرة - آوي تسوباكي
- غيت: قوات الدفاع الذاتي تقاتل في أرض أخرى - ليلي لا ليلينا
- أوفرلورد II - فيكتيم
- أهلا بكم في صف سياسة الجدارة - هونامي إيتشينوسي
- راديان - آنسة ميلبا
- كوكورو كونكت - شينو إينجوجي
- كارول آند تيوزداي - كاتي كيمورا
- المشاغب لا يحلم عن فتاة الأرنب سينباي - توموي كوغا
- دليل الأمير العبقري لتخليص الدولة من ديونها - لويلمينا إيرثوورلد
- زوجان من الوقواق - هيرو سيغاوا
- استأجر حبيبة - روكا ساراشينا
- أيام ساكاموتو - آوي ساكاموتو
- فصل التجسس - جيبيا
- غليبنير (مانغا) - كلير أوكي
- إيروما-كن في مدرسة الشياطين - كيرولي كروسيل
- موريارتي الوطني - لويس جيمس موريارتي

### أفلام أنمي
- فيلم خيميائي الفولاذ: نجم ميلوس المقدس - كارينا
- سلسلة أفلام كود غياس: أكيتو المنفي
  - كود غياس: أكيتو المنفي: الفصل الأول «وصول التنين» - كلوي وينكل
  - كود غياس: أكيتو المنفي: الفصل الثاني «انقسام التنين» - كلوي وينكل
- فيلم ترينيتي سفن: «إترنيتي لايبراري» و «ألكيميك غيرل» - ليزيلوت شرلوك
- لاف لايف! ذا سكول آيدول موفي - يوكيهو كوساكا
- ليز آند ذا بلو بيرد - نوزومي كاساكي
- فيلم كانكولي - كونغو، تشوكاي، هيي، هارونا، كيريشيما، تاكاو، أتاغو، أيانامي، شيكينامي
- المشاغب لا يحلم عن الفتاة الحالمة - توموي كوغا
- فيلم الإكسورسيست الأزرق - ني

## أدوارها في ألعاب الفيديو
- دراكنغارد 3 - ميكايل
- آيدولماستر سندريلا جيرلز - ميزوكي كاواشيما
- خليلة (مؤقتة) - إمي ساغارا
- سكول أوف راغناروك - سمايل هارت
- جاي-ستارز فيكتوري فيرسيس - تشيتوغي كيريساكي
- جوجوز بيزار أدفنتشر: آيز أوف هيفن - تريش أونا
- فاير إمبلم إيكوز: شادوز أوف فالنتيا - سيليكا
- سكالغيرلز - ماري

## وصلات خارجية
- ناو توياما على موقع IMDb (الإنجليزية)
- ناو توياما على موقع ميوزك برينز (الإنجليزية)
- ناو توياما على موقع أول موفي (الإنجليزية)
- ناو توياما على موقع أول ميوزيك (الإنجليزية)
- ناو توياما على موقع ديسكوغز (الإنجليزية)
- ناو توياما على موقع قاعدة بيانات الفيلم (الإنجليزية)
- ناو توياما على موقع كينوبويسك (الروسية)
- ناو توياما على موقع ANN person (الإنجليزية)